# Concordato preventivo
Il concordato preventivo è una procedura concorsuale del diritto fallimentare italiano cui può ricorrere un debitore (sia esso un imprenditore individuale, una società o un diverso ente) avente i requisiti che si trovi in uno stato di crisi o di insolvenza, per tentare il risanamento anche attraverso la continuazione dell'attività ed eventualmente la cessione dell'attività a un soggetto terzo oppure per liquidare il proprio patrimonio e mettere il ricavato al servizio della soddisfazione dei crediti, evitando così il fallimento.
Si tratta di un istituto giuridico che, nell'ordinamento italiano, trae origine dalla moratoria disciplinata dall'abrogato Codice del commercio del 1865.
La disciplina della procedura di concordato preventivo è contenuta nella legge fallimentare (Regio Decreto 16 marzo 1942 n. 267) ed è stata più volte rivisitata negli ultimi anni da parte del legislatore con interventi mirati a favorire il superamento della crisi d'impresa. Oggi, la possiamo rinvenire nel nuovo codice della crisi di impresa e dell'insolvenza (D.lgs 14/2019)

## Accesso alla procedura
Il debitore (imprenditore individuale, società, associazione o diverso ente) può chiedere l'ammissione alla procedura di concordato preventivo solo se ricorrono tre condizioni:
- deve esercitare un'attività commerciale;
- deve versare in uno stato di crisi (art. 84 CCII.); la legge però precisa che ai soli fini dell'ammissione al concordato per stato di crisi si intende anche lo stato di insolvenza (art. 84 CCII.);
- deve superare le soglie dell'impresa minore (art. 2 CCII.).

Se propone una domanda di concordato con riserva (preventivo o in bianco) è richiesta l'ulteriore condizione di non aver presentato, nei 2 anni precedenti, una domanda analoga cui non abbia fatto seguito l'ammissione alla procedura di concordato preventivo. La proposizione della domanda deve essere decisa dai propri organi, secondo le regole di organizzazione interna.
È invece escluso che la richiesta possa provenire da una impresa agricola o da un ente pubblico.

## Presupposti e domanda di ammissione
I presupposti richiesti dalla legge per poter essere ammessi a beneficiare di tale procedura sono esplicitamente formulati dall'articolo 84 CCII. In base a quanto stabilito da tale articolo, l'imprenditore che versa in uno stato di crisi può comunque proporre ai suoi creditori un accordo che può prevedere la ristrutturazione dei debiti e la soddisfazione dei crediti in qualsiasi forma, anche mediante cessione dei beni, accollo o altre operazioni straordinarie, ivi compresa l'attribuzione ai creditori, nonché a società da questi partecipate, di azioni, quote, ovvero obbligazioni anche convertibili in azioni, o altri strumenti finanziari o titoli di debito;
1. l'attribuzione delle attività delle imprese interessate dalla proposta di concordato ad un assuntore; possono costituirsi come assuntori anche i creditori o società da questi partecipate o da costituire nel corso della procedura, le azioni delle quali siano destinate ad essere attribuite ai creditori per effetto del concordato;
2. la suddivisione dei creditori in classi secondo posizione giuridica ed interessi economici omogenei;
3. trattamenti differenziati tra creditori appartenenti a classi diverse.

Assuntore è un soggetto terzo, che si accolla tutti i debiti dell'imprenditore, in via solidale, o anche con la sua immediata liberazione.
La domanda di cui sopra deve essere presentata necessariamente dall'imprenditore commerciale al tribunale del luogo in cui l'impresa ha la propria sede principale.
Al fine di una maggiore tutela dei terzi, il legislatore impone poi al debitore di corredare tale domanda con una serie di altri documenti che permettono di effettuare una attendibile e corretta valutazione circa l'opportunità o meno di ricorrere a tale strumento, accompagnati a loro volta da una relazione di un professionista (ragioniere, commercialista, avvocato regolarmente iscritto all'albo anche dei revisori contabili se occorre) che certifichi con chiarezza la regolarità dei dati forniti e la fattibilità del piano in base a quanto stabilito dall'articolo 161 l. fall.
I documenti succitati riguardano:
1. un bilancio d'esercizio dell'azienda che metta in evidenza la situazione patrimoniale e finanziaria nonché il risultato economico dell'azienda nell'esercizio in esame;
2. una relazione avente carattere estimativo inerente a tutte le attività facenti capo all'impresa in quel determinato periodo di riferimento;
3. un quadro concernente l'elenco dettagliato dei titolari di tutti i diritti reali o personali all'interno dell'azienda;
4. una relazione che esprima il valore di tutti i beni riferibili all'imprenditore e i nomi degli eventuali creditori dei soci a responsabilità illimitata.

L'inadempimento delle proprie obbligazioni costituisce nella pluralità dei casi, una condizione fondante attraverso la quale si estrinseca il dissesto dell'impresa. Nel vecchio ed abrogato codice di commercio, in luogo del concetto di insolvenza, il legislatore aveva previsto, quale presupposto necessario per la dichiarazione di fallimento, la "cessazione dei pagamenti".
In base al disposto di cui all'articolo 5 l.fall. lo stato di insolvenza consiste nell'impossibilità per il debitore di adempiere regolarmente alle proprie obbligazioni. Si ricorda però che lo stato di insolvenza è solo una piccola parte ricompresa nel più grande e generale concetto di stato di crisi. Dopo aver fatto tale premessa, è opportuno anche richiamare alla luce come il concordato preventivo può essere chiesto anche dall'imprenditore ancora in grado di soddisfare regolarmente le obbligazioni su di esso gravanti, solo però nel momento in cui si avvertono delle alterazioni patrimoniali tali da far presumere un suo futuro dissesto.

## Concordato con riserva o in bianco
Nel concordato che la legge definisce "con riserva" ma nella prassi si definisce anche come concordato "in bianco" o "prenotativo" il debitore presenta un ricorso con cui chiede al tribunale di accedere alla procedura e una serie limitata di documenti, riservandosi di presentare la documentazione a corredo (il piano, la proposta, la relazione del professionista e gli altri documenti) entro un termine fissato dal tribunale.
La disciplina del concordato con riserva è contenuta nella legge fallimentare, nell'art. 161 ai commi dal 6 al 10 L.Fall.

## Commissario giudiziale
Dato che durante il concordato il debitore non perde la disponibilità dei propri beni, il commissario giudiziale ha poteri meno incisivi rispetto a quelli del curatore fallimentare. Egli ha funzioni di coordinamento e controllo su tutta l'attività svolta dal debitore, collaborando con quest'ultimo nella gestione dell'attività di impresa e nell'esecuzione degli obblighi concordatari. Il commissario inoltre riferisce al giudice delegato le omissioni, le mancanze e le violazioni eventualmente riscontrate.
Può essere nominato commissario chi ha i requisiti per essere curatore fallimentare (art. 163 c. 2 n. 3 che richiama gli articoli 28 e 29 L.F.). Nell'esercizio delle sue funzioni il commissario agisce quale pubblico ufficiale (art. 165 L.F.).
Di seguito elenchiamo le competenze e le attività del commissario nelle diverse fasi del concordato preventivo:
- Sulla base delle scritture contabili e dell'elenco dei creditori depositato dal debitore, invia la lettera a tutti i creditori mediante raccomandata in cui si comunica l'avvenuta ammissione alla procedura della società, e indica la data di adunanza innanzi al Giudice Delegato, si richiede l'espressione di voto e l'entità del credito vantato;
- In presenza di immobili e beni mobili iscritti in pubblici registri esegue la trascrizione del decreto presso gli uffici competenti;
- Vigila sull'amministrazione dei beni verificando che l'imprenditore non effettui alcun pagamento, intraprenda nuove azioni o sottoscriva nuovi contratti senza l'autorizzazione scritta del Giudice Delegato;
- Redige l'inventario del patrimonio del debitore ed una relazione particolareggiata sulle cause del dissesto, sulla condotta del debitore, sulla proposta di concordato e sulle garanzie offerte ai creditori. Tale relazione deve essere depositata in cancelleria almeno 3 giorni prima della adunanza dei creditori.
- Verifica l'iscrizione della causa a ruolo.
- Predispone parere motivato da depositarsi almeno dieci giorni prima dell'udienza.

Gli atti, sia commissivi che omissivi, del commissario sono impugnabili mediante reclamo ai sensi dell'art. 36 legge fallimentare.

## Giudizio di ammissione
Prima di dichiarare aperta la procedura stessa il tribunale fallimentare in camera di consiglio, esegue necessariamente un controllo di legittimità della domanda di cui sopra al fine di accertare l'esistenza dei requisiti dalla legge richiesti e la regolarità della procedura. Il procedimento non è in contraddittorio.
Nel corso della procedura, l'attività d'impresa in base a quanto stabilito espressamente dalla legge, deve svolgersi necessariamente sotto stretta vigilanza del commissario giudiziale, il quale a sua volta assume le vesti di pubblico ufficiale in tutta la procedura. In questo caso il tribunale può offrire al debitore l'opportunità di variare il proprio piano con la conseguente formulazione di nuova documentazione in un lasso di tempo di almeno quindici giorni. In seguito alla verifica preliminare che il tribunale effettua sulla domanda di cui sopra, qualora non ricorrano tutti i requisiti espressamente richiesti dalla legge (artt. 1 e 5 l.fall.), può essere dichiarata l'inammissibilità della domanda, con decreto non soggetto a reclamo e con il conseguente avvio di una istruttoria prefallimentare ai sensi dell'articolo 6 l.fall.
La riforma della legge fallimentare del 2006 ed in particolare il d.lgs. 12 settembre 2007 aman.169, ha al riguardo eliminato il potere del tribunale di dichiarare d'ufficio il fallimento nell'ipotesi di mancata accessione dell'imprenditore insolvente alla procedura di concordato preventivo.
Laddove invece ricorrano i presupposti di cui all'articolo 160 l.fall. il tribunale dichiara aperta la procedura di concordato preventivo per poi delegare un giudice alla procedura (cosiddetto giudice delegato), nominare il commissario giudiziale, convocare tutti i creditori entro il termine perentorio di trenta giorni e stabilire il termine, in genere quindici giorni, per il deposito delle somme concernenti le spese di procedura.
In base a quanto disposto dall'articolo 168 l.fall. “dalla data della presentazione del ricorso e fino al momento in cui il decreto di omologazione del concordato preventivo diventa definitivo, i creditori per titolo o causa anteriore al decreto, non possono sotto pena di nullità, iniziare o proseguire azioni esecutive sul patrimonio del debitore.
Le prescrizioni che sarebbero state interrotte dagli atti predetti rimangono sospese e le decadenze non si verificano.
I creditori non possono acquistare diritti di prelazione con efficacia rispetto ai creditori concorrenti, salvo che vi sia autorizzazione del giudice nei casi previsti dall'articolo precedente.” A seguito di ciò, il giudice delegato deve registrare il decreto di ammissione alla procedura suddetta nel libro contabile che deve restituire al debitore, il commissario giudiziale invece deve convocare tutti i creditori mediante raccomandata o telegramma, per poi redigere una relazione illustrativa con funzione di informazione nei confronti dei creditori stessi.

## Votazione della proposta di concordato
Si arriva così all'adunanza dei creditori, ossia ad una udienza cui partecipano tutti i creditori, nella quale questi ultimi sono chiamati ad esprimere il proprio voto sulla proposta di concordato. Il giudice delegato, in base a quanto previsto dall'articolo 174, può far partecipare alle operazioni di voto anche i creditori i cui crediti sono stati contestati evitando nel contempo che tutto ciò alteri la rilevanza dei crediti stessi. Ai creditori esclusi invece è riconosciuta la facoltà di proporre opposizione in sede di omologazione, solo però nel momento in cui la loro partecipazione avrebbe influenzato notevolmente la formazione delle relative maggioranze richieste dalla legge.
L'adunanza dei creditori deve essere presieduta dal commissario giudiziale, dal debitore o da un suo rappresentante, nonché dal giudice delegato il quale a sua volta è chiamato a stilare un verbale in cui vengono riportati tutti i voti favorevoli e contrari, nonché i rispettivi crediti degli aventi diritto al voto. Il commissario giudiziale, in apertura dell'udienza, illustra la propria relazione e le eventuali nuove proposte dell'imprenditore, proposte che possono essere modificate sino all'apertura delle operazioni di voto. Queste ultime possono anche svolgersi, se necessario, in più udienze; sono da esse esclusi però il coniuge del debitore, i parenti e gli affini del debitore stesso proprio per evitare alterazioni nella formazione della volontà collettiva dei creditori chiamati ad approvare la proposta di concordato di cui sopra.
Il concordato preventivo è approvato, a detta dell'articolo 177 I comma l. fall., solo ed esclusivamente quando raggiunge il voto favorevole di tutti i creditori che rappresentano la maggioranza dei crediti ammessi al voto. Qualora invece la proposta preveda svariate classi di creditori, il concordato supera la fase dell'approvazione se in tutte le classi si riscontra il voto favorevole della maggioranza dei crediti ammessi al voto. Se invece, all'esito delle operazioni di voto non si raggiungono le maggioranze analiticamente indicate dell'articolo in questione, il tribunale rigetta la proposta di concordato preventivo, per poi dichiarare, su istanza del pubblico ministero o dei creditori, il fallimento del debitore; decisione a sua volta appellabile dinanzi alla corte di appello ai sensi dell'articolo 184 l.fall.

## Omologazione ed esecuzione
Laddove il concordato sia approvato dai creditori con la relativa maggioranza di cui si è fatto cenno, si apre la fase di omologazione (prevista dall'articolo 180 l. fall.) la quale deve terminare entro sei mesi dalla presentazione della domanda di concordato. Infatti in assenza di opposizioni, il tribunale, una volta accertato l'esito della votazione e la regolarità della procedura, omologa la proposta di concordato con decreto non soggetto a reclamo. Si procede così al soddisfacimento dei creditori sulla base dei requisiti risultanti dalla proposta, all'eventuale liquidazione di parte dei beni da parte dei liquidatori nominati dal tribunale (nel caso di concordato con cessione di beni) e all'accertamento di eventuali crediti contestati.
Con l'omologazione, che chiude tutto il procedimento riguardante il concordato preventivo, l'imprenditore insolvente può nuovamente disporre di tutti i suoi beni.
Contestualmente, gli organi intervenuti nel concordato sono chiamati a svolgere solo compiti di vigilanza sulla procedura stessa, in quanto decadono dalle loro funzioni precedentemente illustrate. Il concordato omologato spiega i propri effetti nei confronti di tutti i creditori risultanti precedentemente all'ammissione della procedura da parte del tribunale. Per quanto riguarda invece gli effetti dello stesso concordato nell'ambito delle società, a detta dell'articolo 184 II comma l.fall., esso trova applicazione, salvo diversa disposizione statutaria, solo ed esclusivamente nei confronti dei soci illimitatamente responsabili. Nel caso in cui, uno o più creditori dissenzienti si oppongono al concordato, il tribunale fallimentare in sede di omologazione effettua un controllo circa la convenienza della proposta di concordato per il creditore rispetto alle altre procedure praticabili. L'omologazione è soggetta anche a pubblicità.

## Risoluzione e annullamento
Tutti i creditori, ognuno nella rispettiva posizione, hanno la facoltà di chiedere la risoluzione del concordato per mancata costituzione delle garanzie promesse o per inadempimento entro il termine di cui all'articolo 186 l.fall. Fa eccezione da questa formulazione normativa il caso in cui gli obblighi concordatari facciano capo ad un assuntore, ipotesi nella quale i creditori a detta degli articoli 137 e 186 potranno aggredire solo ed esclusivamente il patrimonio di quest'ultimo. Inoltre una novità introdotta dal decreto del 12 settembre 2007 n.169, prevede che “il concordato non si può risolvere se l'inadempimento ha scarsa importanza” (articolo 186 l. fall.). Il concordato preventivo, così come quello fallimentare, può essere annullato su istanza di un creditore o nel caso in cui risulti che il debitore abbia sottratto dolosamente una parte considerevole dell'attivo, o esposto passività inesistenti. Tale domanda, a differenza di quanto accade nel caso succitato, va proposta con ricorso entro il termine perentorio di sei mesi dalla conoscenza del dolo oppure secondo la previsione di cui all'articolo 137 l. fall.

## Contratti pendenti e concordato preventivo
Mentre la legge fallimentare detta una minuziosa disciplina sulla sorte dei contratti pendenti nell'ambito del fallimento (artt. 72-83 legge fall.), distinguendo tra ipotesi di scioglimento automatico e di continuazione automatica, con la regola residuale della sospensione dell'esecuzione del contratto (art. 72 legge fall.), nulla veniva previsto per l'ambito del concordato preventivo. Il d.l. n. 83/2012, convertito in legge n. 134/2012, ha introdotto allo scopo di regolare la materia l'art. 169-bis legge fall., più recentemente novellato dal d.l. n. 83/2015, convertito in legge n. 135/2015: si tratta di una delle novità più significative nella disciplina dell'istituto. La nuova disciplina prevede la possibilità per il debitore in concordato preventivo di chiedere al giudice l'autorizzazione a liberarsi dal vincolo contrattuale, a fronte di un indennizzo da corrispondere alla controparte in bonis.

## Esempi
Spesso la proposizione del concordato (specie prima della Riforma) era un mezzo per ritardare il fallimento. Molti son però gli esempi di concordato felicemente conclusi.
Un importante concordato per importanza economica è stato quello di Federconsorzi, che portò poi all'incriminazione dello stesso giudice per concorso in bancarotta, con condanna in primo grado e successiva assoluzione in Cassazione con la formula più ampia.
Il primo concordato con garanzia e continuità con importo peraltro rilevante (30 milioni di euro) è stato gestito dalla Sider Plating Scaligera di Verona (S.P.S. S.p.A.), azienda poi acquisita dal Gruppo ASO di Ospitaletto. Il concordato è stato effettuato in tempi ristretti, con una percentuale del 30%. La fase esecutiva ha incluso l'affitto dell'azienda,  garantendo la continuità operativa di tutti i reparti e salvando 130 posti di lavoro.
Un altro importante concordato con continuita e stato quello dell'azienda municipalizzata romana Atac, che ha avviato la procedura nel 2018 e l'ha conclusa con successo a dicembre 2022, riuscendo a risanare un debito di 1,4 miliardi di euro, salvando oltre 11000 dipendenti e riuscendo a non dichiarare fallimento

## La riforma del concordato preventivo
Il decreto-legge n. 35 del 2005 (cd. decreto competitività), convertito in Legge n. 80 del 14 maggio 2005, è entrato in vigore il 17 marzo 2005, trovando applicazione per tutti i procedimenti pendenti e non ancora omologati a tale data.

Il nuovo art. 160 della Legge fallimentare, così come riformulato dalla Legge n. 80 del 2005, ha introdotto nel nostro ordinamento giuridico una diversa concezione della procedura di concordato preventivo, eliminando quei requisiti di meritevolezza che facevano del concordato una soluzione alle tensioni finanziarie, non irreversibili, dell'imprenditore "onesto ma sfortunato".
Una delle principali modifiche introdotte dalla riforma è l'abbandono della rigidità del principio della par condicio creditorum. Ora i creditori possono essere suddivisi in classi omogenee e le stesse possono ricevere un trattamento diverso.
L'istituto è stato nuovamente modificato nel 2012, a seguito dei lavori del "tavolo tecnico" coordinato dal Sottosegretario alla Giustizia Andrea Zoppini e composto, tra gli altri, dai giuristi Alberto Maffei Alberti e Stefano Ambrosini.

## Il concordato preventivo biennale (diritto tributario)
In diritto tributario si usa lo stesso termine "Concordato preventivo" per indicare tutt'altro istituto: la possibilità di determinare in via preventiva e forfettaria il carico fiscale.
La legge n. 326 del 2003 ha introdotto una forma sperimentale di concordato preventivo fiscale che interessa le annualità 2003 e 2004, che devono essere oggetto di accordo preventivo in modo congiunto. L'adesione al concordato da parte del contribuente determina una serie di benefici relativi alla determinazione agevolata delle imposte sul reddito, alla semplificazione di alcuni obblighi contabili e alla limitazione dei poteri di accertamento dell'Amministrazione finanziaria.